# رد صلاحیت‌ها در انتخابات مجلس خبرگان رهبری (۱۳۹۴)
در پنجمین دورهٔ انتخابات مجلس خبرگان رهبری در سال ۱۳۹۴، ۸۰۱ نفر ثبت نام کردند که از این تعداد شورای نگهبان از ۵۰۰ نفر برای شرکت در آزمون دعوت به عمل آورد. این شورا از این تعداد، ۱۶۶ نفر (۴۵٪ کل داوطلبان) را برای رقابت بر سر ۸۸ کرسی مجلس خبرگان تأیید کرد. در تجدید نظر صلاحیت ۵ نفر دیگر رد و تعداد نهایی نامزدها به ۱۶۱ نفر رسید. بدین ترتیب در ۶ استان کشور که دارای ۹ کرسی این مجلس هستند تعداد نامزدها و کرسی‌ها برابر است. بدین ترتیب با افزایش دو برابری تعداد نامزدها، تعداد تأیید صلاحیت شدگان تغییر چندانی نسبت به دوره‌های پیش ندارد. صلاحیت هیچ‌یک از زنان، برخی از اعضای کابینه، و برخی از اعضای سابق این مجلس مورد تأیید قرار نگرفت.

## نامزدان و بررسی صلاحیت‌ها
- نام‌نویسی نامزدان از ۲۶ آذر تا ۲ دی ۱۳۹۴ انجام شد.
- نتایج بررسی صلاحیت داوطلبان مجلس خبرگان رهبری در ۶ بهمن‌ماه ۹۴ اعلام شد.
- تا کنون حضور هیچ زنی در مجلس خبرگان سابقه نداشته‌است،[۶] در انتخابات این دوره از میان زنان ثبت‌نام‌کننده سرشناس اعظم طالقانی و عصمت سوادی از حوزهٔ تهران دارای تحصیلات عالی فقهی‌اند. در کل ۱۶ زن ثبت نام کردند که از ۸ نفر دعوت شده برای آزمون اجتهاد ۶ نفر شرکت کرده بودند.[۷] اما در نهایت پس از اعلام نتایج بررسی صلاحیتها در شورای نگهبان، مشخص شد که در این دوره نیز مانند ادوار قبلی خبرگان هیچ‌یک از ۱۶ نامزد زن، تأیید صلاحیت نشده‌اند.[۸]
- حدود ۲۰ روحانی غیرملبس از جمله دیپلمات مجتهد، آیت الله دکتر حسین حجت (حجتی هرسینی کرمانشاهی - رئیس اداره آموزش‌های ضمن خدمت وزارت امور خارجه) در این دوره از انتخابات خبرگان ثبت نام کردند. چند غیرروحانی نیز از جمله سید محمد غرضی وزیر اسبق پست و تلگراف[۹] و محسن اسماعیلی عضو حقوقدان شورای نگهبان[۱۰] افراد سرشناسی بودند که نام نوشتند، اما در میان آنها تنها صلاحیت محسن اسماعیلی، عضو حقوقدان شورای نگهبان، مورد تأیید شورای نگهبان قرار گرفت.[۱۱]
- از مجموع ۸۰۱ کاندیدای ثبت‌نام‌کننده بجز آنها که اجتهادشان محرز بوده یا مدارکشان کافی نبوده‌است،[۱۲] از ۵۳۷ نفر برای شرکت در آزمون علمی اجتهاد دعوت شده بود که در این آزمون (۱۵ دی ۱۳۹۴) حدود چهارصد نفر (حدود سی نفرشان از اهل سنت) حضور یافتند. در این میان محمود امجد، سید حسن خمینی، مرتضی آقاتهرانی و رسول منتجب‌نیا از جمله شخصیت‌های سرشناسی بودند که در آزمون حاضر نشدند[۱۳] و صلاحیت هیچ‌یک از آنان نیز احراز نگردید.[۸]
- از حاضران سرشناس آزمون اجتهاد می‌توان به دیپلمات مجتهد، آیت الله دکتر حسین حجت (حجتی هرسینی کرمانشاهی - رئیس اداره آموزش‌های ضمن خدمت وزارت امور خارجه)، محمدناصر سقای بی‌ریا (سخنگوی جبهه پایداری)، علی محمدی (رئیس سازمان اوقاف و امور خیریه)، ربیع‌الله کمره‌ای (عضو شورای مرکزی حزب اعتماد ملی) و سمیه طهماسبی (مسئول شاخه زنان حزب اعتماد ملی) اشاره کرد.[۱۴]
- در حالی که سخنگوی شورای نگهبان به استناد گفته یکی از فقهای این شورا (محمد مؤمن) احراز اجتهاد و ادامه حضور در انتخابات، برای بعضی از کاندیداهایی که بر خلاف دعوت شورا در آزمون حضور نیافتند را محتمل دانسته بود،[۱۵] از میان افرادی که در این آزمون شرکت نکردند صلاحیت چند نفر از جمله علیرضا اعرافی، نصرالله شاه‌آبادی، سید محمد سعیدی، سید محمدمهدی میرباقری تأیید شد، که همین موضوع باعث ایجاد شبهه در رد صلاحیت افرادی همچون سید حسن خمینی، به دلیل عدم شرکت در آزمون اجتهاد خبرگان گردید.[۱۶]

### شش استان بدون رقابت انتخاباتی
پس از اعلام نتایج بررسی صلاحیت کاندیداهای خبرگان توسط شورای نگهبان، مشخص شد که تمامی نامزدهای حوزه‌های انتخابیه هرمزگان، سمنان، خراسان شمالی، بوشهر، آذربایجان غربی و اردبیل برای مجلس خبرگان به تعداد کرسیهای این استانها در مجلس خبرگان تأیید صلاحیت و انتخاب شده‌اند، بنابراین نتیجه انتخابات در بیست درصد حوزه‌های انتخابیه قبل از برگزاری انتخابات مشخص است و در صورت عدم تغییر در تأیید صلاحیتها، رقابتی در این شش استان وجود نخواهد داشت.

## رد صلاحیت شدگان

### مرحله اول
اسامی سرشناس‌ترین افراد رد صلاحیت شده در این دوره از انتخابات مجلس خبرگان که در دوره اول بررسی صلاحیتها توسط شورای نگهبان رد صلاحیت شدند، از این قرار است:
- سید حسن خمینی
- علی اصغر دستغیب
- سید محمد موسوی بجنوردی
- مصطفی پورمحمدی
- حیدر مصلحی
- عبدالکریم عابدینی
- علی‌اکبر رشاد
- سید محمد مهدی حسینی همدانی
- سید مهدی قریشی
- محمد سروش محلاتی
- رسول منتجب نیا
- مرضیه وحید دستجردی
- علی اصغر رحمانی خلیلی
- علی خامنه ای
- کاظم صدیقی
- مرتضی آقاتهرانی
- روح الله عباسپور
- محمدجواد حجتی کرمانی
- علی عباسپور
- ابوالفضل شکوری
- سید ضیاء مرتضوی

در این دوره همچنین چند تن از اعضای سابق مجلس خبرگان نیز رد صلاحیت شدند:
- سید محمد واعظ موسوی، (دوره چهارم)
- حسن نمازی، (دوره چهارم)
- مجتبی طاهری خرم‌آبادی، (دوره چهارم)
- سید علی محمد دستغیب، (ادوار اول، سوم و چهارم)
- مجید انصاری، (دوره سوم)
- محمدرضا عباسی فرد، (دوره سوم و عضو سابق شورای نگهبان)[۲۲][۲۳]
- محمد علی فیض، (ادوار اول و دوم)
- علی محمدی تاکندی، (دو دوره)[۲۴]
- محمدجواد حجتی کرمانی (دوره دوم)
- محسن موسوی تبریزی، (دوره اول)

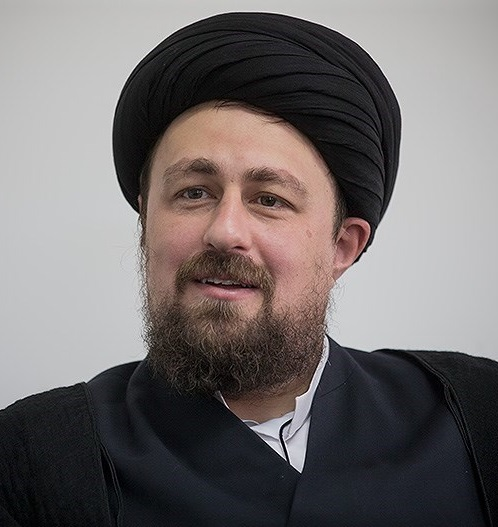
تولیت مرقد آیت الله خمینی سید حسن خمینی
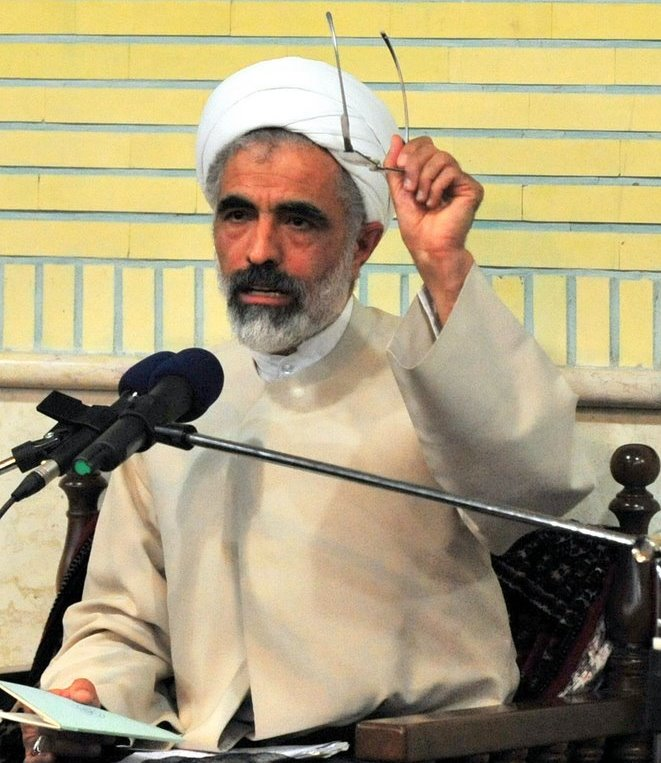
معاون پارلمانی رئیس جمهور مجید انصاری
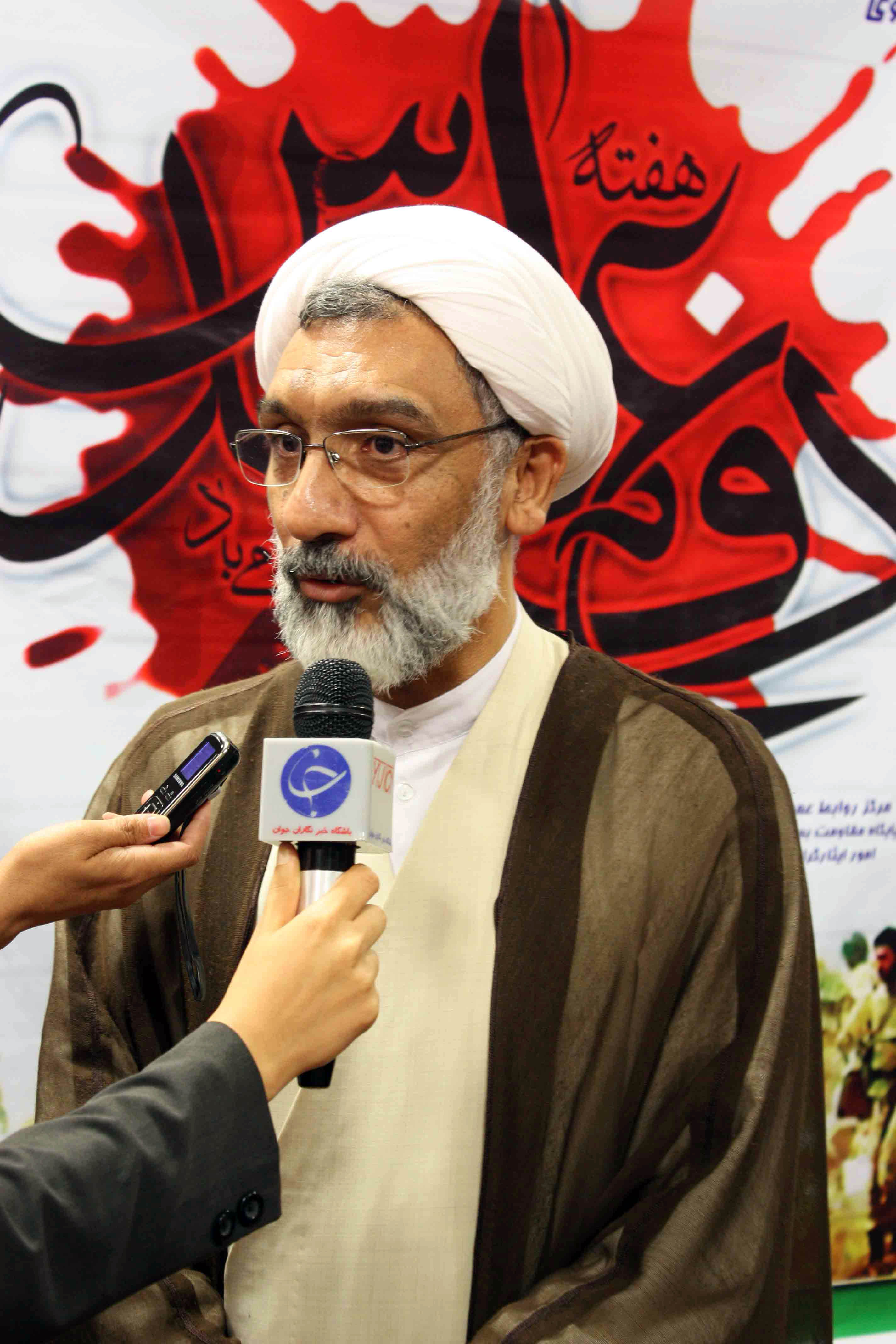
وزیر دادگستری مصطفی پورمحمدی
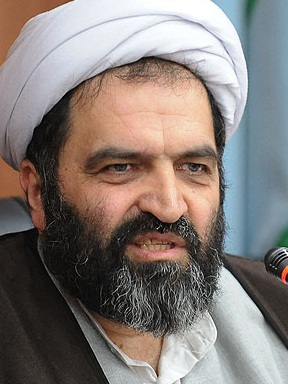
فقیه شیعه محمد سروش محلاتی
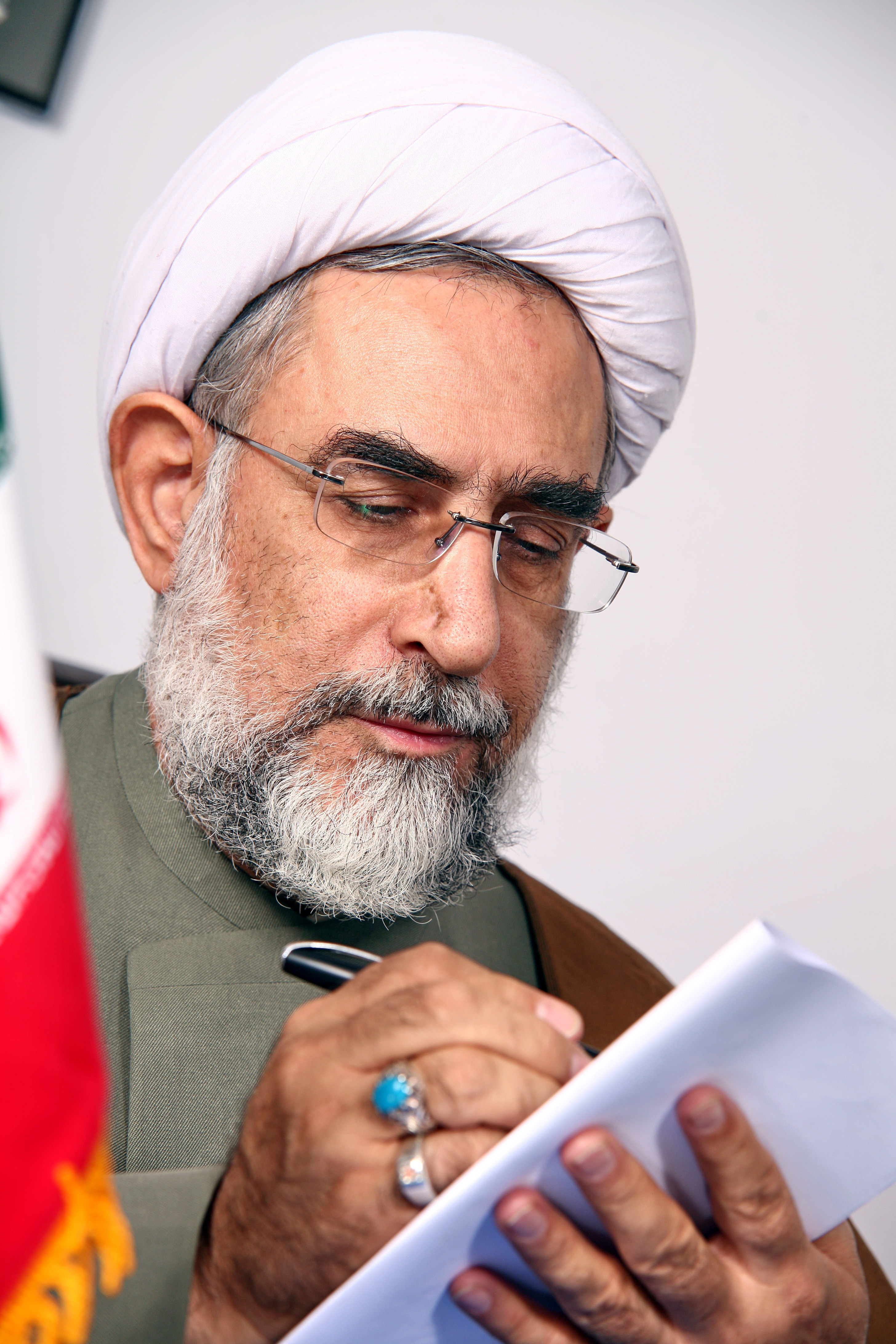
قائم مقام حزب اعتماد ملی رسول منتجب نیا
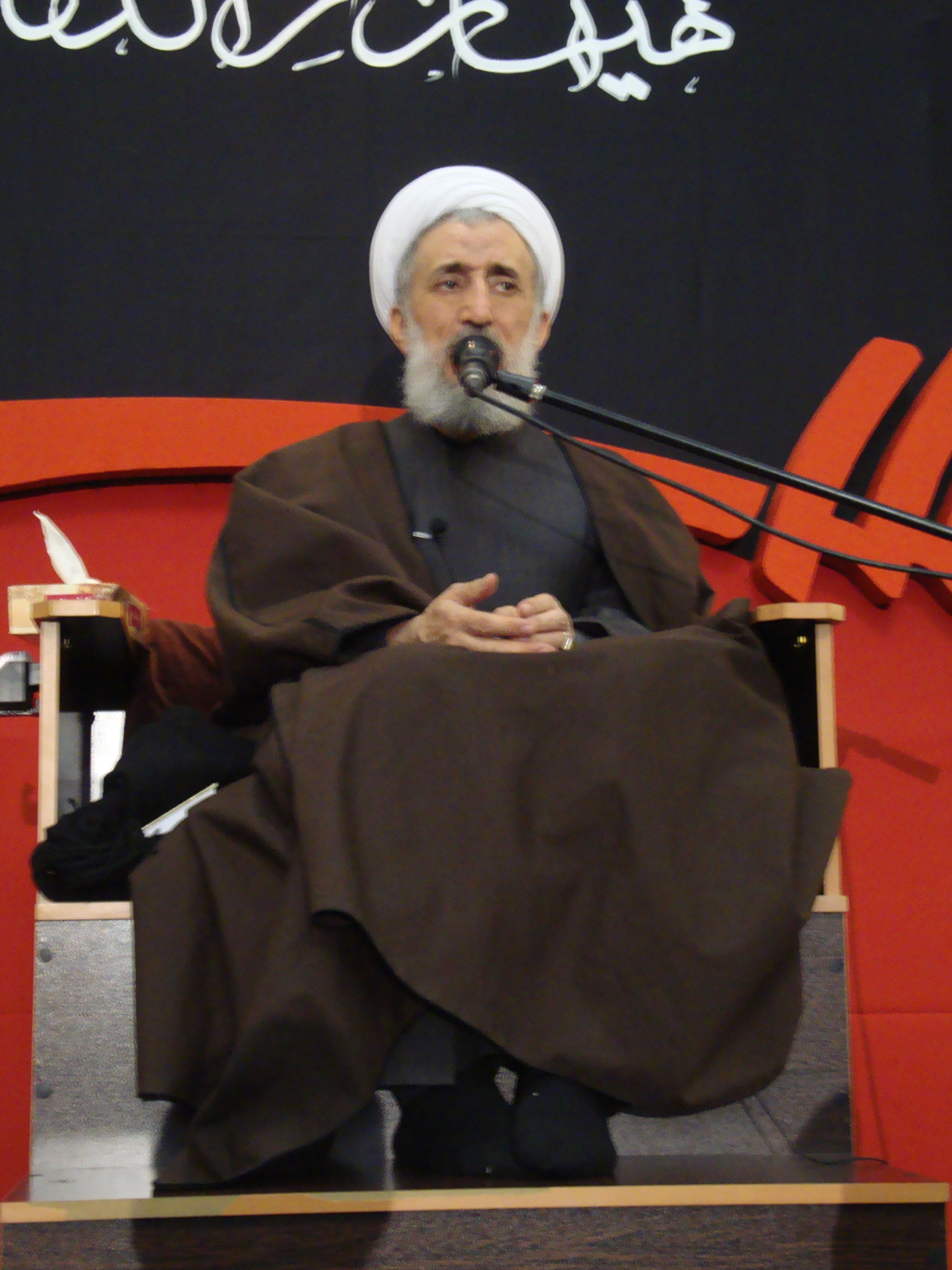
امام جمعه موقت تهران
کاظم صدیقی

در مرحله دوم بررسی صلاحیتها که نتایج آن در ۲۱ بهمن ۱۳۹۴، اعلام شد، تعدادی از نام نوشتگان انتخابات خبرگان که در مرحله پیش تأیید شده بودند، رد صلاحیت شدند، سرشناس‌ترین این افراد عبارتند از:
{{Div co]]، (نماینده دوره چهارم)
- مهدی هادوی تهرانی
- سید محمد غروی
- محمدحسن حائری شیرازی

## مشروح بررسی صلاحیت‌ها
مشروح بررسی و اعلام نتایج صلاحیتها در این دوره از انتخابات مجلس خبرگان رهبری توسط شورای نگهبان، از این قرار است:
| نام                         | حوزهٔ انتخاباتی      | گرایش سیاسی          | تشکل سیاسی                   | سابقهٔ نمایندگی | آزمون اجتهاد | تأیید صلاحیت |
| --------------------------- | ------------------- | -------------------- | ---------------------------- | -------------- | ------------ | ------------ |
| هاشم هاشم‌زاده هریسی         | آذربایجان شرقی      | اعتدال‌گرا            |                              | آری            | معاف         | آری          |
| محسن مجتهد شبستری           | آذربایجان شرقی      | اصولگرا              |                              | آری            | معاف         | آری          |
| محمدتقی پورمحمدی            | آذربایجان شرقی      | اصولگرا              |                              | آری            | معاف         | آری          |
| سید محمد واعظ موسوی         | آذربایجان شرقی      | مستقل(اعتدالگرا)     |                              | آری            | معاف         | نه           |
| محمد فیضی                   | آذربایجان شرقی      | -                    |                              | آری            | معاف         | آری          |
| سید محسن موسوی تبریزی       | آذربایجان غربی      | اصلاح طلب            |                              | آری            | معاف         | نه           |
| عسگر دیرباز                 | آذربایجان غربی      | -                    |                              | آری            | معاف         | آری          |
| سید علی‌اکبر قرشی            | آذربایجان غربی      | -                    |                              | آری            | معاف         | آری          |
| سید ابوالحسن نواب           | آذربایجان غربی      | -                    |                              | نه             | —            | آری          |
| سید ابراهیم سیدحاتمی        | اردبیل              | -                    |                              | آری            | معاف         | آری          |
| سید حسن عاملی               | اردبیل              | -                    |                              | آری            | معاف         | آری          |
| مرتضی مقتدایی               | اصفهان              | اصولگرا              | جامعه مدرسین                 | آری            | معاف         | آری          |
| حسن شریعتی نیاسر            | اصفهان              | اصولگرا              | جامعه مدرسین                 | آری            | معاف         | آری          |
| سید یوسف طباطبایی‌نژاد       | اصفهان              | اصولگرا              |                              | آری            | معاف         | آری          |
| عبدالمحمود عبداللهی         | اصفهان              | -                    |                              | آری            | معاف         | آری          |
| سید ابوالحسن مهدوی          | اصفهان              | -                    |                              | آری            | معاف         | آری          |
| سید محمود فقیهی             | اصفهان              | -                    |                              | نه             | —            | در انتظار    |
| محمد عمومی                  | اصفهان              | -                    |                              | نه             | —            | در انتظار    |
| محمدتقی رهبر                | اصفهان              | -                    |                              | نه             | —            | در انتظار    |
| عبدالنبی نمازی              | اصفهان              | اصولگرا              |                              | آری            | معاف         | آری          |
| مصطفی پورمحمدی              | البرز               | اصولگرا (اعتدالگرا)  | جامعه روحانیت                | نه             | —            | نه           |
| محسن کازرونی                | البرز               | -                    |                              | آری            | معاف         | آری          |
| سید محمدمهدی حسینی همدانی   | البرز               | -                    |                              | نه             | —            | نه           |
| سید محمدمهدی میرباقری       | البرز               | اصولگرا              |                              | نه             | نه           | آری          |
| سید هاشم حسینی بوشهری       | بوشهر               | اصولگرا              | جامعه مدرسین                 | آری            | معاف         | آری          |
| اکبر هاشمی رفسنجانی         | تهران               | اعتدال‌گرا            | جامعهٔ روحانیت                | آری            | معاف         | آری          |
| حسن روحانی                  | تهران               | اعتدال‌گرا            | جامعهٔ روحانیت اعتدال و توسعه | آری            | معاف         | آری          |
| نصرالله شاه‌آبادی            | تهران               | اعتدال‌گرا            |                              | نه             | —            | آری          |
| سید عباس حسینی قائم مقامی   | تهران               | اعتدال‌گرا            |                              | نه             | —            | نه           |
| محمد امامی کاشانی           | تهران               | اعتدال‌گرا            | جامعه روحانیت                | آری            | معاف         | آری          |
| حسن نمازی                   | تهران               | اعتدال‌گرا            |                              | آری            | معاف         | نه           |
| سید حسن خمینی               | تهران               | مستقل(اعتدالگرا)     |                              | نه             | نه           | نه           |
| ابراهیم امینی               | تهران               | مستقل(اعتدالگرا)     | جامعه مدرسین                 | آری            | معاف         | آری          |
| سید محمد موسوی بجنوردی      | تهران               | اصلاح طلب            | مجمع روحانیون                | نه             | معاف         | نه           |
| مجید انصاری                 | تهران               | اصلاح طلب            | مجمع روحانیون                | آری            | معاف         | نه           |
| سید رضا برقعی مدرس          | تهران               | اصلاح طلب            | مجمع مدرسین                  | نه             | معاف         | نه           |
| محمود امجد                  | تهران               | اصلاح طلب            |                              | نه             | معاف         | نه           |
| محسن غرویان                 | تهران               | اصلاح طلب(اعتدالگرا) |                              | نه             | معاف         | نه           |
| محمد سروش محلاتی            | تهران               | اصلاح طلب            |                              | نه             | نه           | نه           |
| رحمت‌الله بیگدلی             | تهران               | اصلاح طلب            | اعتماد ملی                   | نه             | معاف         | نه           |
| سید محمد سجادی عطاآبادی     | تهران               | اصلاح طلب            |                              | نه             | معاف         | آری          |
| محمدمهدی فقیهی              | تهران               | اصلاح طلب            |                              | نه             | معاف         | نه           |
| اعظم طالقانی                | تهران               | اصلاح طلب            | جامعه زنان                   | نه             | —            | نه           |
| سمیه طهماسبی                | تهران               | اصلاح طلب            | اعتماد ملی                   | نه             | آری          | نه           |
| زهرا شجاعی                  | تهران               | اصلاح طلب            | حزب اتحاد ملت                | نه             | —            | نه           |
| اشرف بروجردی                | تهران               | اصلاح طلب            | حزب اتحاد ملت                | نه             | —            | نه           |
| رخساره سراهی                | تهران               | اصلاح طلب            |                              | نه             | —            | نه           |
| سید محمد غرضی               | تهران               | مستقل                |                              | نه             | نه           | نه           |
| محسن اسماعیلی               | تهران               | مستقل                |                              | نه             | —            | آری          |
| سید محمود علوی              | تهران               | اصولگرا (اعتدالگرا)  | جامعه روحانیت                | آری            | معاف         | آری          |
| محمدعلی موحدی کرمانی        | تهران               | اصولگرا              | جامعه روحانیت                | آری            | معاف         | آری          |
| محمد یزدی                   | تهران               | اصولگرا              | جامعه روحانیت جامعه مدرسین   | آری            | معاف         | آری          |
| محمدتقی مصباح یزدی          | تهران               | اصولگرا              | جامعه مدرسین                 | آری            | معاف         | آری          |
| احمد جنتی                   | تهران               | اصولگرا              | جامعه روحانیت جامعه مدرسین   | آری            | معاف         | آری          |
| محمد ری‌شهری                 | تهران               | اصولگرا              |                              | آری            | معاف         | آری          |
| قربانعلی دری نجف‌آبادی       | تهران               | اصولگرا              |                              | آری            | معاف         | آری          |
| غلامرضا مصباحی مقدم         | تهران               | اصولگرا              | جامعهٔ روحانیت                | آری            | معاف         | آری          |
| کاظم صدیقی                  | تهران               | اصولگرا              |                              | نه             | —            | نه           |
| مرتضی آقاتهرانی             | تهران               | اصولگرا              | جبهه پایداری                 | نه             | نه           | نه           |
| عصمت سوادی                  | تهران               | -                    |                              | نه             | —            | نه           |
| محمدعلی تسخیری              | تهران               | اصولگرا              |                              | نه             | —            | آری          |
| محمدباقر باقری کنی          | تهران               | اصولگرا              |                              | آری            | معاف         | آری          |
| مهدی طائب                   | تهران               | اصولگرا              |                              | نه             | نه           | نه           |
| محسن قمی                    | تهران               | -                    |                              | آری            | معاف         | آری          |
| محمدرضا ناصری               | تهران               | -                    |                              | نه             | —            | در انتظار    |
| علی اکبر رشاد               | تهران               | -                    |                              | نه             | —            | نه           |
| روح‌الله قرهی                | تهران               | اصولگرا              |                              | نه             | انصراف       | انصراف       |
| عباسعلی اختری               | تهران               | -                    |                              | نه             | —            | آری          |
| علیرضا اعرافی               | تهران               | -                    |                              | نه             | خیر          | آری          |
| علیرضا اسلامیان             | چهار محال و بختیاری | -                    |                              | آری            | معاف         | آری          |
| ابراهیم رئیسی               | خراسان جنوبی        | اصولگرا              |                              | آری            | معاف         | آری          |
| سید محمود هاشمی شاهرودی     | خراسان رضوی         | مستقل                | جامعه مدرسین                 | آری            | معاف         | آری          |
| سید احمد علم‌الهدی           | خراسان رضوی         | اصولگرا              |                              | آری            | معاف         | آری          |
| سید حسن ضیایی               | خراسان رضوی         | مستقل                |                              | نه             | —            | در انتظار    |
| سید محمد سعیدی              | خراسان رضوی         | اصولگرا              |                              | آری            | خیر          | آری          |
| حسن عالمی                   | خراسان رضوی         | اصولگرا              |                              | آری            | معاف         | آری          |
| سید مجتبی حسینی             | خراسان رضوی         | اصولگرا              |                              | نه             | —            | آری          |
| حبیب‌الله مهمان نواز         | خراسان شمالی        | اصولگرا              |                              | آری            | معاف         | آری          |
| عباس کعبی‌نسب                | خوزستان             | اصولگرا              | جامعه مدرسین                 | آری            | معاف         | آری          |
| علی فلاحیان                 | خوزستان             | اصولگرا(اعتدالگرا)   |                              | آری            | معاف         | آری          |
| محمدحسین احمدی شاهرودی      | خوزستان             | مستقل(اعتدالگرا)     |                              | آری            | معاف         | آری          |
| محسن حیدری آل کثیر          | خوزستان             | -                    |                              | آری            | معاف         | آری          |
| سید علی شفیعی               | خوزستان             | -                    |                              | آری            | معاف         | آری          |
| سید محمدعلی موسوی جزایری    | خوزستان             | -                    |                              | آری            | معاف         | آری          |
| رسول منتجب نیا              | خوزستان             | اصلاح طلب            | اعتماد ملی                   | نه             | معاف         | نه           |
| ابوالفضل شکوری              | زنجان               | اصلاح طلب            | اعتماد ملی                   | نه             | نه           | نه           |
| محمدتقی واعظی               | زنجان               | اصولگرا              |                              | آری            | معاف         | در انتظار    |
| سید محمد شاهچراغی           | سمنان               | اصولگرا              |                              | آری            | معاف         | آری          |
| علی احمد سلامی              | سیستان و بلوچستان   | -                    |                              | آری            | معاف         | آری          |
| عباسعلی سلیمانی             | سیستان و بلوچستان   | -                    |                              | آری            | معاف         | آری          |
| سید علی محمد دستغیب         | فارس                | اصلاح طلب            | مجمع روحانیون                | آری            | معاف         | نه           |
| ولی محمد بنایی              | فارس                | اصلاح طلب            | مجمع روحانیون                | آری            | آزمون        | نه           |
| غلامعلی صفایی بوشهری        | فارس                | اصولگرا              |                              | نه             | —            | آری          |
| اسدالله ایمانی              | فارس                | اصولگرا              |                              | آری            | معاف         | آری          |
| سید علی‌اصغر دستغیب          | فارس                | اصولگرا              |                              | آری            | معاف         | آری          |
| احمد بهشتی                  | فارس                | -                    |                              | آری            | معاف         | آری          |
| محی‌الدین حائری شیرازی       | فارس                | اصولگرا              |                              | آری            | معاف         | انصراف       |
| علی اسلامی                  | قزوین               | -                    |                              | آری            | معاف         | آری          |
| محمد مؤمن                   | قم                  | اصولگرا              | جامعه مدرسین                 | آری            | معاف         | آری          |
| عبدالرحمن خدایی             | کردستان             | -                    |                              | آری            | معاف         | در انتظار    |
| سید احمد خاتمی              | کرمان               | اصولگرا              | جامعه مدرسین                 | آری            | معاف         | آری          |
| محمدجواد حجتی کرمانی        | کرمان               | مستقل                |                              | آری            | معاف         | نه           |
| محمد بهرامی خوشکار          | کرمان               | -                    |                              | آری            | معاف         | آری          |
| محمد اشرفی اصفهانی          | کرمانشاه            | اصلاح طلب            |                              | نه             | نه           | نه           |
| ربیع الله کمری              | کرمانشاه            | اصلاح طلب            | اعتماد ملی                   | نه             | آری          | نه           |
| نوری شاهروی                 | کرمانشاه            | اصلاح طلب            | اعتماد ملی                   | نه             | —            | نه           |
| حسن ممدوحی                  | کرمانشاه            | اصولگرا              | جامعه مدرسین                 | آری            | معاف         | آری          |
| محمود محمدی عراقی           | کرمانشاه            | اصولگرا              |                              | نه             | —            | آری          |
| سید شرف‌الدین ملک حسینی\|    | کهگیلویه و بویراحمد | -                    |                              | آری            | معاف         | آری          |
| سید کاظم نورمفیدی           | گلستان              | اصلاح طلب(اعتدالگرا) |                              | آری            | معاف         | آری          |
| سید عبدالهادی حسینی شاهرودی | گلستان              | اصولگرا              |                              | آری            | معاف         | آری          |
| محمدعلی فیض لاهیجی          | گیلان               | اصولگرا              | جامعه مدرسین                 | آری            | معاف         | نه           |
| رضا رمضانی                  | گیلان               | -                    |                              | آری            | معاف         | آری          |
| زین‌العابدین قربانی          | گیلان               | -                    |                              | آری            | معاف         | آری          |
| سید احمد میرعمادی           | لرستان              | -                    |                              | نه             | —            | انصراف       |
| سید محمدنقی شاهرخی          | لرستان              | -                    |                              | آری            | معاف         | در انتظار    |
| سید مجتبی طاهری خرم‌آبادی\|  | لرستان              | -                    |                              | آری            | معاف         | نه           |
| صادق آملی لاریجانی          | مازندران            | اصولگرا              |                              | آری            | معاف         | آری          |
| نورالله طبرسی               | مازندران            | -                    |                              | آری            | معاف         | آری          |
| علی معلمی                   | مازندران            | -                    |                              | آری            | معاف         | آری          |
| سید رحیم توکل               | مازندران            | -                    |                              | نه             | —            | آری          |
| علی اکبر سیفی کناری         | مازندران            | -                    |                              | نه             | —            | آری          |
| سید ابوالفضل میرمحمدی       | مرکزی               | اصولگرا              | جامعه مدرسین                 | آری            | معاف         | آری          |
| احمد محسنی گرگانی           | مرکزی               | -                    |                              | آری            | معاف         | آری          |
| محسن اراکی                  | مرکزی               | -                    |                              | نه             | معاف         | آری          |
| غلامعلی نعیم‌آبادی           | هرمزگان             | -                    |                              | آری            | معاف         | آری          |
| علی رازینی                  | همدان               | اصولگرا(اعتدالگرا)   |                              | آری            | معاف         | آری          |
| غیاث الدین طه محمدی         | همدان               | اصولگرا              |                              | آری            | معاف         | آری          |
| سید ضیاء مرتضوی             | یزد                 | اصلاح طلب            |                              | آری            | معاف         | نه           |
| ابوالقاسم وافی یزدی         | یزد                 | -                    |                              | آری            | معاف         | آری          |

## واکنشها
- اکبر هاشمی رفسنجانی، صلاحیت شخصیتی که اشبه به جدش امام خمینی است را قبول نمی‌کنید؛ شما صلاحیت خود را از کجا آورده‌اید؟ چه کسی به شما اجازه داده‌است که قضاوت کنید؟ چه کسی به شما اجازه داد که یکجا بنشینید و داوری کنید؟ برای مجلس و دولت و جاهای دیگر و اختیارات را در دست بگیرید؟ چه کسی اجازه داد که اسلحه برای شما باشد و تریبون‌ها برای شما باشد؟ چه کسی اجازه داد که تربیون‌های نماز برای شما باشد و صداوسیما برای شما باشد؟ چه کسی به شما این‌ها را داد؟ اگر امام و نهضت و اراده عمومی مردم نبود هیچ‌کدام از این‌ها نیز نبودند.[۱۱۰]
- سید حسن خمینی، نوه آیت‌الله خمینی و از نامزدهای این دوره از انتخابات خبرگان، در ۹ بهمن ۱۳۹۴ در دیدار جمعی از دانشجویان دانشگاه‌های تهران و گروهی از روحانیون در جماران ضمن انتقاد از شورای نگهبان گفت: «اینکه بعضی از حضرات آقایان محترم فقهای شورای نگهبان نتوانستند از شهادت علمای اعلام که بر بسیاری از ایشان سمت استادی دارند و استادان معظم که قوام حوزه علمیه به آنهاست و از نوشته‌ها و کتاب‌های اینجانب، صلاحیت علمی را احراز کنند حداقل برای من و بسیاری دیگر جای تعجب دارد.» او همچنین اعلام کرد که به عدم احراز صلاحیت خود اعتراض خواهد کرد.[۱۱۱]
- محی‌الدین حائری شیرازی، روحانی شیعه ایرانی، عضو مجلس خبرگان رهبری و از کاندیداهای تأیید صلاحیت شده این دوره از انتخابات خبرگان در انتقاد از رد صلاحیتها گفت: «کار و قضاوت در این موضوع بسیار دشوار است. اما اینکه بعضی امتحان نکرده پذیرفته نشده و بعضی پذیرفته شده‌اند یک معماگونه‌ای پیش می‌آورد. امیدوارم وحدت رویه روشن‌تری باشد. نمی‌توانیم بگوییم ناظران معصوم هستند. نمی‌توانیم بگوییم چون برخی احساساتی دارند پس در برخی مسائل کوتاهی کرده‌اند. شورای نگهبان افرادی متقی و فاضل هستند و آمده‌اند و آبرویشان را در این راه خرج کرده‌اند. به نظر می‌رسد اگر راهی وجود دارد برای اینکه علم پیدا کرد که افراد اجتهاد دارند، انجام شود. ولو اینکه امتحان خصوصی بگیرند.»[۱۱۲]
- محمدجواد فاضل لنکرانی، رئیس مرکز فقهی ائمه اطهار (ع) در دیدار با اعضای ستاد انتخاباتی استان قم با تأکید بر اینکه مردم برای انتخابات اهمیت ویژه‌ای قائل هستند، اظهار کرد: «در انتخابات باید از نیت‌های جناحی، سلیقه‌ای و شخصی پرهیز کرد زیرا حضور افراد با شرایط لازم در انتخابات حقوق قانونی و شرعی ملت است؛ اینکه حجتی برای نداشتن صلاحیت احراز نشده و بگوییم اصل بر عدم است، درست نیست زیرا باید عدم صلاحیت احراز شود.» او همچنین اشاره کرد با یک جناح نمی‌توان کشور را به مقصد رسانید.[۱۱۳]
- محمدجواد حجتی کرمانی، در سلسله یادداشتهایی در روزنامه اطلاعات تحت عنوان «فقه و سیاست یا بی سیاستی» مبانی بررسی صلاحیتها را مورد بررسی و نقد قرارداده است. در یکی از این یادداشتها آمده‌است: «شش عضو فقیه شورای نگهبان بدون نظارت استصوابی کل اعضای آن ـ اعم از فقها و حقوقدانان ـ نمی‌توانند اقدام به تأیید یا عدم تأیید نامزدهای خبرگان کنند؛ لذا باید معلوم شود که کدامیک از فقهای محترم شورای نگهبان نامزدها را احراز یا عدم احراز صلاحیت کرده‌اند؟ چون مطابق تبصره ۲ از ماده ۱۰ آئین‌نامه اجرائی قانون انتخابات، چنانچه فقیه یا فقیهانی از شورای نگهبان کاندید حوزه انتخابیه‌ای باشند، از انجام امور نظارتی و تصمیم‌گیری در آن حوزه منع خواهند شد. پس احراز و عدم احراز صلاحیت نامزدهای خبرگان، هم در کل کشور و هم به خصوص در تهران مشکل قانونی داشته و دارد.»[۱۱۴]